# Philoponella variabilis
Espèce
Synonymes
- Uloborus variabilis Keyserling, 1887

Philoponella variabilis est une espèce d'araignées aranéomorphes de la famille des Uloboridae.

## Distribution
Cette espèce est endémique d'Australie. Elle se rencontre en Nouvelle-Galles du Sud et au Queensland.

## Description
Le mâle mesure 2,9 mm et la femelle 3,7 mm.

## Publication originale
- Keyserling, 1887 : Die Arachniden Australiens. Nürnberg, vol. 2, p. 153-232 (texte intégral).